# JCJ Vanderheyden

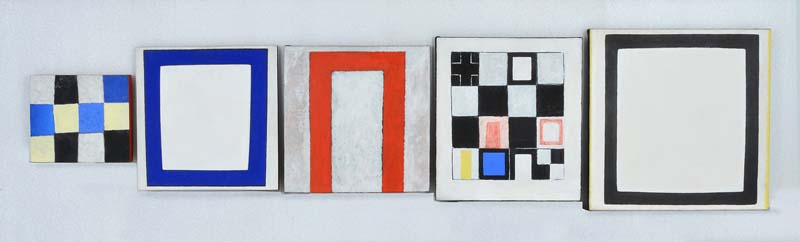
5-teilige Malerei 'Blauw Wit Rood', 1967

Jacobus Cornelis Johannes „Jacques“ van der Heyden (* 23. Juni 1928 in ’s-Hertogenbosch; † 27. Februar 2012 ebenda) war ein niederländischer Maler und Fotograf.

## Leben
JCJ Vanderheyden wurde 1928 in Nord-Brabant geboren. Er studierte von 1946 bis 1956 an der Akademie voor Kunst en Vormgeving St. Joost in ’s-Hertogenbosch und an der Jan van Eyck Academie in Maastricht Malerei. Van der Heyden war wiederholt als Gastdozent tätig und lehrte ab 1987 an der Rijksakademie van beeldende kunsten in Amsterdam.
Zwischen 1964 und 1975 experimentierte van der Heyden mit Film, Neuen Medien, Computergrafik, Tontechnik, Atemübungen, Fotografie und Drucktechnik. In den 1970er Jahren begann van der Heyden in seinem Atelier seine eigenen Malereien, sowie die alter Meister (Hieronymus Bosch, Pieter Brueghel oder Velasquez), so anzuordnen, dass Installationen entstanden, die er dann als Fotografie oder Video aufnahm. In den 1980er Jahren galt sein Interesse Installationen, in denen seine eigenen Malereien klein oder fragmentiert wiedergegeben werden.
Reisen nach Fernost (1977), China (1989), zum Nordpol (1990) und in den Himalaya (1979 und 1986) inspirierten ihn zu Werken, die Leere, Begrenzung und Spiegelung zum Thema haben. Der Horizont ist, allerdings auf den Werken nie rechtwinklig zur Lotrichtung, wiederholt auf seinen Malereien zu sehen.

## Ausstellungen (Auswahl)

### Einzelausstellungen
- 1981: Centraal Museum Utrecht, Utrecht
- 1983: Van Abbemuseum, Eindhoven
- 1989: SBKM De Vleeshal, Middelburg
- 1990: Museum Boijmans Van Beuningen, Rotterdam
- 1997: JCJ Vanderheyden / Marijke van Warmerdam Galerie van Gelder, Amsterdam
- 1998: Gemeentemuseum Den Haag, Den Haag
- 2000: Chinese European Art Center, Xiamen
- 2001: Stedelijk Museum, Amsterdam
- 2003: JCJ Vanderheyden Kunstbunker – forum für zeitgenössische kunst, Nürnberg
- 2011: In-sight Museum Boijmans Van Beuningen, Rotterdam

### Gruppenausstellungen
- 1982: documenta 7, Kassel[4]
- 1990: Tussen beeldende kunst en fotografie W139, Amsterdam
- 1996: De Muze als Motor Museum De Pont, Tilburg
- 1999: It takes two to tango Museum De Lakenhal, Leiden

## Auszeichnungen
- 1989: David Röell Preis